# La Table en bois de pommier
La Table en bois de pommier est une nouvelle d'Herman Melville publiée en 1856.

## Historique
La Table en bois de pommier est une nouvelle d'Herman Melville publiée en mai 1856 dans la revue Putnam's Monthly.

## Résumé
Dans son grenier, le narrateur découvre une petite table ancienne aux pieds fourchus. Transformée par un ébéniste en une jolie table vernie, cette table en bois de pommier trouve sa place dans le salon. Mais un soir un Tic, tic ! se fait entendre...

## Éditions en anglais
- The Apple-Tree Table, dans le numéro 41 de Putnam's Monthly en mai 1856.

## Traductions en français
- La Table en pommier, traduit par Jean Demerliac, Le Castor astral, 1997.
- La Table en bois de pommier, par Philippe Jaworski, Herman Melville, Œuvres, IV , Bibliothèque de la Pléiade, éditions Gallimard, 2010.